# 중앙보스니아주

중앙보스니아 주의 위치

중앙보스니아주(보스니아어: Srednjobosanski kanton, 크로아티아어: Županija Središnja Bosna, 세르비아어: Средњoбосански кантон)는 보스니아 헤르체고비나를 구성하는 국가 및 지역인 보스니아 헤르체고비나 연방에 속해 있는 10개 주 가운데 하나로 주도는 트라브니크이며 면적은 3,189.0km2, 인구는 254,003명(2011년 기준), 인구 밀도는 80명/km2이다.

주기
주 문장

## 지방 자치체
12개 지방 자치체를 관할한다.
- 부고이노 (Bugojno)
- 부소바차 (Busovača)
- 도브레티치 (Dobretići)
- 도니바쿠프 (Donji Vakuf)
- 포이니차 (Fojnica)

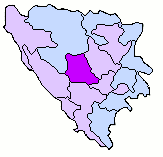
중앙보스니아 주

- 고르니바쿠프우스코플레 (Gornji Vakuf-Uskoplje)
- 야이체 (Jajce)
- 키셀랴크 (Kiseljak)
- 크레셰보 (Kreševo)
- 노비트라브니크 (Novi Travnik)
- 트라브니크 (Travnik)
- 비테즈 (Vitez)

## 지리
보스니아 헤르체고비나 중부와 사라예보 서쪽에 위치한다.

## 인구
보스니아인이 전체 인구의 다수를 차지한다. 1991년 당시에는 339,702명이 거주했으며 다음과 같은 민족이 거주했다.
- 보스니아인 146,608명 (43.2%)
- 크로아티아인 131,744명 (38.8%)
- 세르비아인 40,809명 (12.0%)
- 유고슬라브인 13,803명 (4.1%)
- 그 외의 민족 6,738명 (1.9%)

## 같이 보기
- 보스니아 헤르체고비나의 행정 구역